# Johann Gottfried Otto
Johann Gottfried Otto (ur. 1761 zm. 1832) – niemiecki botanik i mykolog.

## Praca naukowa
Zajmował się botaniką, mikrobiologią i mykologią. Opublikował m.in. pracę o taksonomii pieczarkowców na podstawie morfologii blaszek i medyczną rozprawę na temat medycznego zastosowania psianki słodkogórz (Solanum dulcamara).
W naukowych nazwach utworzonych przez niego taksonów dodawany jest skrot jego nazwiska J.Otto.